# Toyah Willcox
Toyah Willcox (* 18. května 1958) je anglická zpěvačka a herečka. Během své kariéry vydala celkem patnáct studiových alb; prvním z nich bylo Sheep Farming in Barnet z roku 1979 a posledním In the Court of the Crimson Queen vydané v roce 2008. Jako herečka se představila například ve filmech Quadrophenia (1979), Anchoress (1993), The Power of Three (2011) a hrála rovněž v mnoha televizních seriálech. V roce 1986 se provdala za kytaristu Roberta Frippa.

## Diskografie
- Sheep Farming in Barnet (1979)
- The Blue Meaning (1980)
- Anthem (1981)
- The Changeling (1982)
- Love Is the Law (1983)
- Minx (1985)
- Desire (1987)
- Prostitute (1988)
- Ophelia's Shadow (1991)
- Take the Leap! (1993)
- Dreamchild (1994)
- Looking Back (1995)
- The Acoustic Album (1995)
- Velvet Lined Shell (2003)
- In the Court of the Crimson Queen (2008)